# Khanyi Mbau
Khanyisile Mbau (sinh ngày 15 tháng 10 năm 1985), được biết đến với nghệ danh là Khanyi Mbau, là một nữ diễn viên, người dẫn chương trình truyền hình và nghệ sĩ người Nam Phi. Lớn lên ở Soweto, Mbau đã trở nên nổi tiếng khắp nơi và trở thành một cái tên quen thuộc với tư cách là Doobsie thứ hai trong phim opera xà phòng Muvhango của SABC 2 (2004-2005); vai Mbali trong vở opera xà phòng SABC 1 Mzansi và sê-ri mini của SABC 1 After Nine. Kể từ năm 2018, cô là người dẫn chương trình giải trí The Scoop, The Big Secret trên BET Châu Phi và đóng vai Tshidi trong Abomama của Mzansi Magic.

## Tuổi thơ
Khanyisile Mbau được sinh ra tại Bệnh viện Florence Nightingale ở Hillbrow, Johannesburg vào tối ngày 15/10/1985. Mẹ của cô, Lynette Sisi Mbau, làm việc trong bộ phận tài chính của quỹ hưu trí tại Ngân hàng Barclays. Cha của cô, Menzi Mcunu  không kết hôn với mẹ cô vào thời điểm đó vì cặp đôi chỉ mới hẹn hò. Mcunu không đòi quyền làm cha với đứa trẻ nhưng anh vẫn đặt tên cho cô là Khanyisile, một người mang đến ánh sáng. Mbau giữ họ của mẹ mình. Lynette sớm bỏ bé Khanyi cho bố mẹ mình ở Mofolo, Soweto nuôi và trở lại làm việc, để lại cháu cho bà ngoại nuôi nấng.
Ông bà của Mbau rất Tây trong cách họ ăn mặc và nhìn ra thế giới. Mbau nói: "Gladys (bà của cô) sẽ đánh bạn nếu bạn phá vỡ quy tắc. Bà điều hành gia đình của mình với khả năng trang trí và chú ý đến từng chi tiết của Cung điện Buckingham ". Mbau âu yếm gọi bà ngoại là "Nữ hoàng Anh". Mbau đã tham dự một bữa tiệc chỉ có màu trắng gọi là Flock trên đường Eloff ở trung tâm thành phố Johannesburg.
Cô cũng có một người em trai Lasizwe Dambuza, một nhân vật trên truyền hình và đài phát thanh và là một diễn viên.

## Nghề nghiệp

### Truyền hình
Năm 2004, Mbau thay thế nữ diễn viên Lindiwe Chibi trong vai Doobsie trên Muvhango  sau khi Chibi bị bạn trai bắn chết. Một năm sau, cô bị ngừng vai diễn, với lý do được cho là đã dành quá nhiều thời gian để tiệc tùng và xuất hiện trong các tờ báo lá cải Chủ nhật. Năm 2006, Mbau tham gia loạt phim truyền hình ăn khách của SABC 1 Mzansi, trong phần thứ hai với tên Mbali. SABC 1 đã không gia hạn chương trình cho mùa thứ ba. Sau đó vào năm 2007, Mbau đã đóng vai Zee trong sê-ri mini SABC 1 sau 9.
Năm 2012, cô là giám khảo khách mời trong chương trình Turn It Out mùa thứ hai của SABC. Trong năm 2013, cô đóng vai chính trong một tập của loạt phim truyền hình Ekasi: Câu chuyện của chúng tôi của E.tv. Cô cũng góp mặt trong bộ phim tài liệu của DStv Vuzu, I Am và đóng vai Sindisiwe Sibeko trong sê-ri mini Mzansi Magic của DStv Like Father Like Son.